# Adrien Tournachon
Pour les articles homonymes, voir Nadar (homonymie) et Tournachon.
Ne doit pas être confondu avec Nadar ou Paul Nadar.
Adrien Alban Tournachon, connu sous le pseudonyme Nadar jeune, né à Paris le 25 août 1825 et mort dans la même ville le 24 janvier 1903, est un photographe, peintre et dessinateur français.
Il est le frère cadet de Félix Tournachon, dit Nadar.

## Biographie

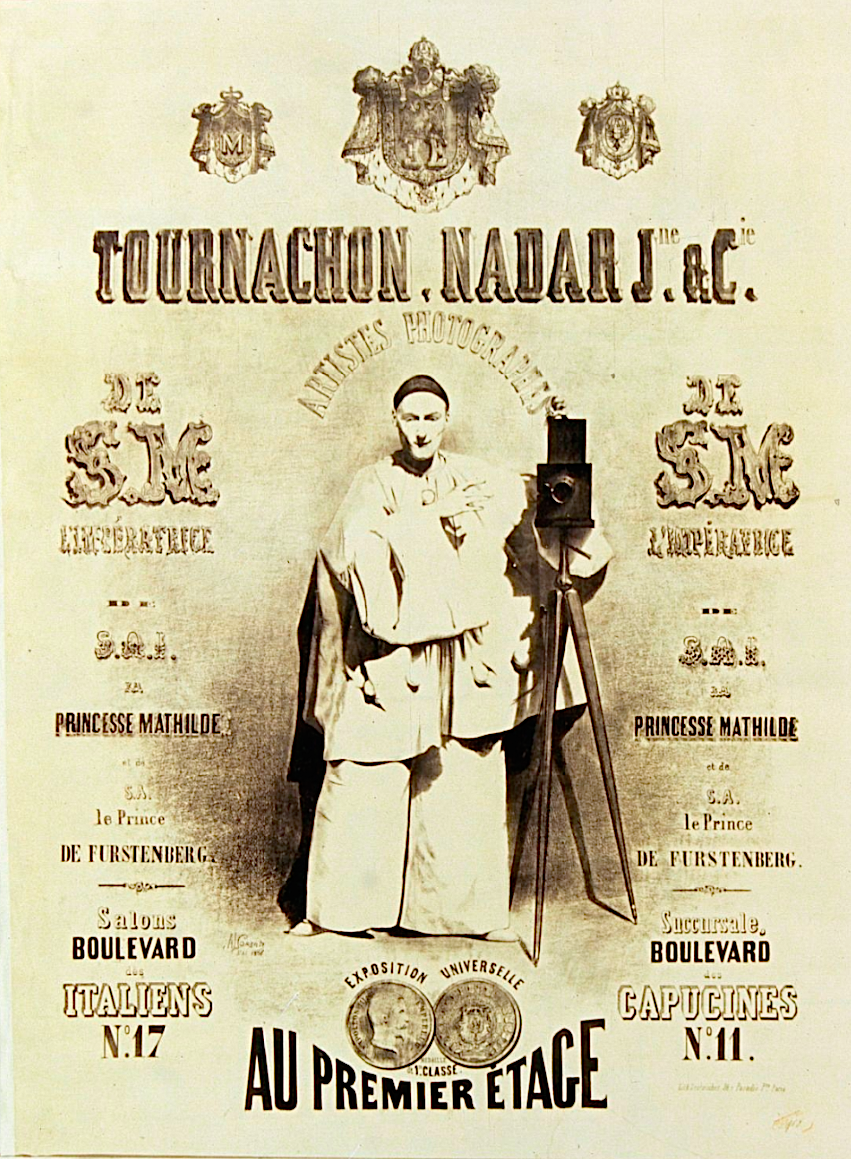
Affiche publicitaire pour Tournachon, Nadar jeune et Cie, artistes photographes par Lorentz figurant Deburau (1856), lithographie, Paris, BnF.

Adrien Tournachon naît le 25 aout 1825 à Paris de Thérèse Maillet, vivant en union libre avec le fouriériste Victor Tournachon-Molin, avec qui elle ne se résout au mariage qu'en 1826. Victor Tournachon-Molin après avoir exercé son activité de libraire à Paris retourne à Lyon où il meurt dans la misère en 1837.
Élevé à Lyon après la mort de son père, Adrien Tournachon rejoint son frère ainé Félix (dit Nadar) à Paris en 1845. Félix l'introduit alors dans les milieux littéraire et artistique, l'aide à obtenir divers travaux de dessin et le fait entrer dans l'atelier du peintre Picot.
En 1848, en compagnie de son frère, il s'engage dans la 1re légion de la République polonaise et prend la route pour soutenir l'insurrection polonaise. Le groupe est arrêté à Strasbourg et interné à Eisleben avant d'être libéré en mai. En 1851, Adrien fait partie de l'équipe constituée par son frère pour réaliser ce qui sera le Panthéon Nadar, un catalogue de plusieurs centaines de caricatures des grands hommes de l'époque. Nadar s'intéressant à la photographie naissante lui paie un apprentissage chez Gustave Le Gray.
Adrien Tournachon ouvre en 1853 son atelier de photographie à Paris au 11, boulevard des Capucines en nom propre et signe ses photographies « Tournachon 11. boult des Capucines », puis en association avec son frère sous le nom de Société Tournachon, Nadar jeune et Cie, et signe alors ses œuvres du nom  de « Nadar jeune ». Il photographie les célébrités de son temps et mène ses activités de photographe parallèlement à celles de peintre.
Le succès vient rapidement après la série de clichés du mime Deburau, dont le Pierrot photographe devient le support de la publicité éditée à l'occasion de l'agrandissement de la société et la création d'un salon pour la réception des clients au 17, boulevard des italiens.
Le 11 février 1854, il dépose un brevet pour un procédé mécanique d'application du collodion  dont il obtient l'exploitation pour 15 ans le 16 mai. En 1855, il dépose le 10 mai 1855 un brevet pour un « appareil propre à distribuer les cartes, dit “distributeur de l'exposition” », et enfin le 13 juillet suivant, avec Godebski, une machine dite « contrôleur vérificateur » destinée à rendre aux compagnies des voitures publiques un compte exact de leurs gains journaliers.
Il présente à l'Exposition universelle de 1855 à Paris la série de clichés représentant Deburau et, malgré la critique qui lui est défavorable, obtient une médaille de 1re classe.
Fin 1855, Adrien Tournachon désire s'installer à son compte et la société formée avec Félix est dissoute. À la même époque, il devient membre de la Société française de photographie (SFP) récemment créée. Félix Nadar ouvre son premier studio au 113, rue Saint-Lazare. Adrien Tournachon devient alors associé au baryton Jules Lefort et à l'organiste Lefebure-Wely qui apportent des capitaux. Mais Adrien et ses associés continuant à signer « Nadar » ; une animosité naît entre les deux frères. Adrien et Félix devenant concurrents, car utilisant le même pseudonyme et ayant des adresses proches, créant ainsi une confusion chez les clients, entraînant donc un procès à la suite de la plainte de Félix à l'encontre d'Adrien et de ses associés pour utilisation abusive du nom de Nadar s'ouvre alors : la procédure judiciaire commencée en 1855 se termine en 1857 ; le juge donne raison à Félix qui conserve seul le nom de Nadar. Cette utilisation du même pseudonyme par les deux frères conduira à attribuer une partie importante de l'œuvre photographique d'Adrien Tournachon à son frère.
Adrien Tournachon obtient l'autorisation de prendre le titre de « photographe de sa majesté l'impératrice et de son altesse impériale la princesse Mathilde ».
En 1855, débute son activité de photographe animalier avec les photographies de chèvres Angora du Muséum national d'histoire naturelle, provenant d’un troupeau de quinze chèvres envoyé par l’émir Abd el-Kader au maréchal Vaillant, ministre de la Guerre ; elles furent réalisées pour une présentation d’Isidore Geoffroy Saint-Hilaire à la Société impériale d’acclimatation et il est l'auteur de l'album photographique des races bovines et ovines du Concours agricole universel de Paris de 1856 (96 photographies, dont 95 d'entre elles ont été vendues aux enchères le 3 juin 2015 par la maison spécialisée Beaussant Lefèvre, et sont aujourd'hui très recherchées). La signature est Nadar Je & Cie 17 boult des Italiens. En 1858, ayant perdu le procès contre son frère, la raison sociale devient Ad. Tournachon Jne & Cie.
En 1857, il soumet la proposition d'ériger un monument en hommage à Daguerre.
En 1860 paraissent ses albums consacrés aux concours de races chevalines et asines  et en 1861, sa série sur le cirque, les saltimbanques et acrobates.
La brouille entre Félix et Adrien Tournachon prend fin au décès de sa mère, Thérèse Maillet, en 1860.
En 1862, il a une liaison avec Léontide Renaude (dite « Mademoiselle Léontine », actrice de variétés), entre autres, maîtresse de Gustave Courbet.
Adrien Tournachon devient ensuite le directeur artistique chez J.P. Joannes et Cie, au 124, avenue des Champs-Élysées et signe Adr. Tournachon Jne, spécialisé dans les photographies hippiques.
En avril 1867, il crée une entreprise spécialisée dans les émaux photographiques, procédé inventé par Bulot et Cattin, qu'il maîtrise depuis 1855. Cette société ferme en 1872.
Interné en psychiatrie pour la première fois en 1886, il fera de nombreux séjours à l'Hôpital Sainte Périne. Proposé à l'inscription des chambres payantes de la fondation Galignani, par son directeur, le 1er avril 1890, sa candidature sera enregistrée le 13 avril 1891. Il intègre l'établissement du 15 avril 1891 jusqu'au 17 mai 1893, sous le numéro 5863. Il meurt à Paris à l'hôpital Saint-Louis, le 24 janvier 1903.

Signatures des ateliers d'Adrien Tournachon
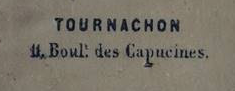
Tampon de la 1re période.
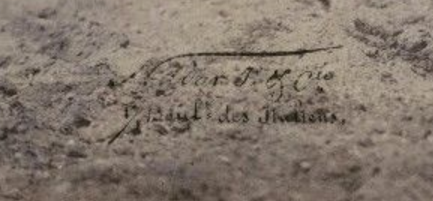
Tampon de la 2e période.
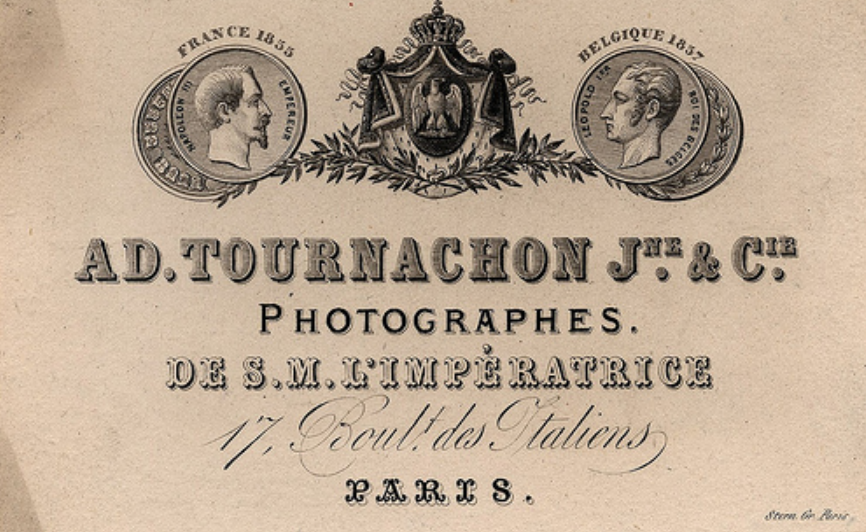
Carte commerciale : no 17 bd des italiens (1858).
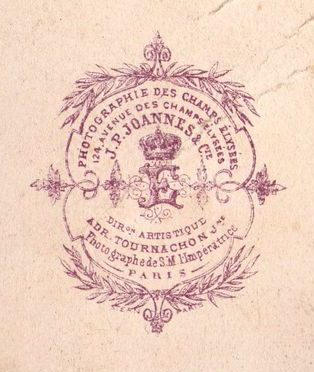
Tampon Joannes et Adr. Tournachon Jne. no 124 avenue des Champs-Élysées.
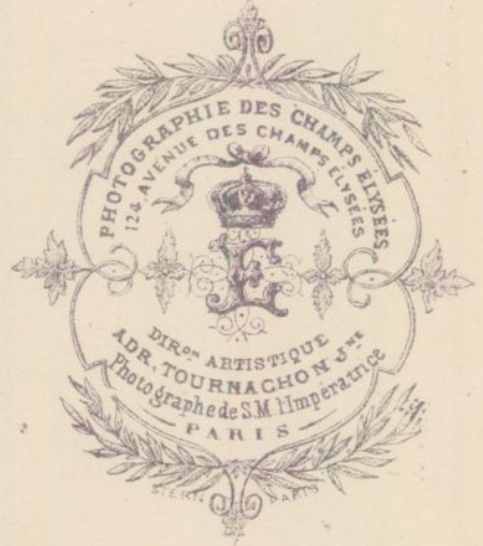
Tampon Adr. Tournachon seul.

## Œuvres

### Photographie
Selon Anne de Mondenard et Marc Pagneux, Adrien Tournachon (et non son frère Nadar) a photographié certaines des plus grandes célébrités du moment dans les domaines de la musique (Meyerbeer et Rossini), de la peinture (Alexandre-Gabriel Decamps, Gustave Doré, Ernest Meissonier et Horace Vernet) et de la littérature (Dumas fils, Lamartine, Nerval et Vigny).
Adrien Tournachon a également réalisé une série de portraits du mime Deburau (1829-1873) en 1855. Cette série est intitulée Têtes d’expression de Pierrot se classe parmi les chefs-d’œuvre de la photographie primitive. En effet, les techniques de prises de vues de cette époque ne permettent pas de réaliser une photographie instantanée. Or, la réalisation de cette photographie brise tous les concepts du moment. Adrien Tournachon, aidé par son frère Félix, bouscule ces pratiques figeant l’expression des passions : la surprise, le rire, la douleur, l’ivresse ou encore la convoitise, mimés par Charles Deburau. Cette série portée sur la figure d’expression, destinée à promouvoir l’atelier Nadar-Tournachon à l’Exposition universelle de 1855 à Paris, a reçu la médaille d’or. Outre le sens du mouvement et de la mimique, les photographies de Deburau en Pierrot, d’un format exceptionnel par leur taille, sont remarquables par la maîtrise de la lumière afin de créer un jeu de contrastes et de volume du costume blanc sur un fond noir. Le tirage intitulé Pierrot à la corbeille de fruit a été adjugé pour 120 000 euros lors de la vente aux enchères consacrée à la succession François Lepage, par l'étude Millon, le 10 novembre 2022. Cette valeur reflète la qualité et la rareté de cette série de photographies, qui fait état d'un travail artistique remarquable.
À partir de 1856, Adrien Tournachon photographia les patients étudiés par le docteur Duchenne de Boulogne.
À la même époque, il devient le photographe officiel du Concours universel agricole de Paris. Il photographie ainsi les lauréats mâles et femelles de toutes races ovines et bovines présentées lors du concours de l'année 1856. Les œuvres mesurent en moyenne 21 × 29 cm et sont développées sur papier salé d'après des négatifs sur verre au collodion. La majorité des tirages ont reçu une couche protectrice de gélatine tannée, technique qu'Adrien Tournachon était l'un des rares à utiliser à cette époque, ce qui leur confère une qualité de conservation exceptionnelle. Quatre vingt quinze vues de cette collection — sur un total de 96 ou 123 selon les sources — ont été vendues aux enchères le 3 juin 2015 par la maison spécialisée Beaussant Lefèvre à Paris, alors qu'elles étaient conservées dans un portfolio fermé par une serrure, et accompagné par un maroquin vert à tranche dorée titré en lettres d’or : Album photographique des races bovines et ovines du Concours agricole universel de Paris 1856. Ces photographies sont contrecollés sur un carton laissant apparaître une légende indiquant la race, le sexe et le prix obtenu par l'animal, ainsi que le nom du propriétaire et sa région d'origine. Ces tirages sont aujourd'hui très représentatifs de l’œuvre d'Adrien Tournachon et demeurent recherchés, avec des prix variant de 1 000 euros à 10 000 euros ; voire davantage pour les plus beaux sujets.
Certains tirages sont atypiques, c'est ainsi que malgré les soins apportés au travail de commande, Adrien Tournachon a succombé, à l’art du portrait et a pivoté sa chambre à la verticale. Il nous reste de cet intermède trois gros plans : le taureau de Mariahof (Autriche) et son bouvier, un autre taureau probablement Charolais mais non identifié et la vache normande élevée par M. Morin à Caen (Calvados). Lors de cette prise de vue au Concours agricole universel de Paris 1856, son appareil prend le jour : la fuite de lumière donne une impression de vapeur sortant des naseaux du taureau de Mariahof et ajoute un filet de brume sous le museau de la vache normande.
Finalement, ce sont des animaux provenant de sept pays qui ont été photographiés lors du Concours universel agricole de Paris en 1856 (Îles Britanniques, Hollande, Danemark, Suisse, Allemagne, Empire d'Autriche et France). Parmi les races photographiées, certaines sont aujourd'hui disparues ; ces tirages font alors partie des rares traces restantes de l'histoire de la génétique bovine au XIXe siècle. C'est par exemple le cas de la Garonnaise, ancienne race du Sud-Ouest de la France, dont le tirage de la vache est actuellement exposé au National Gallery of Art de Washington (États-Unis).

Photographies par Adrien Tournachon
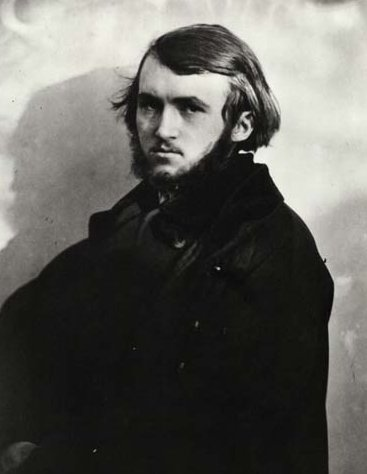
Gustave Doré, vers 1854.
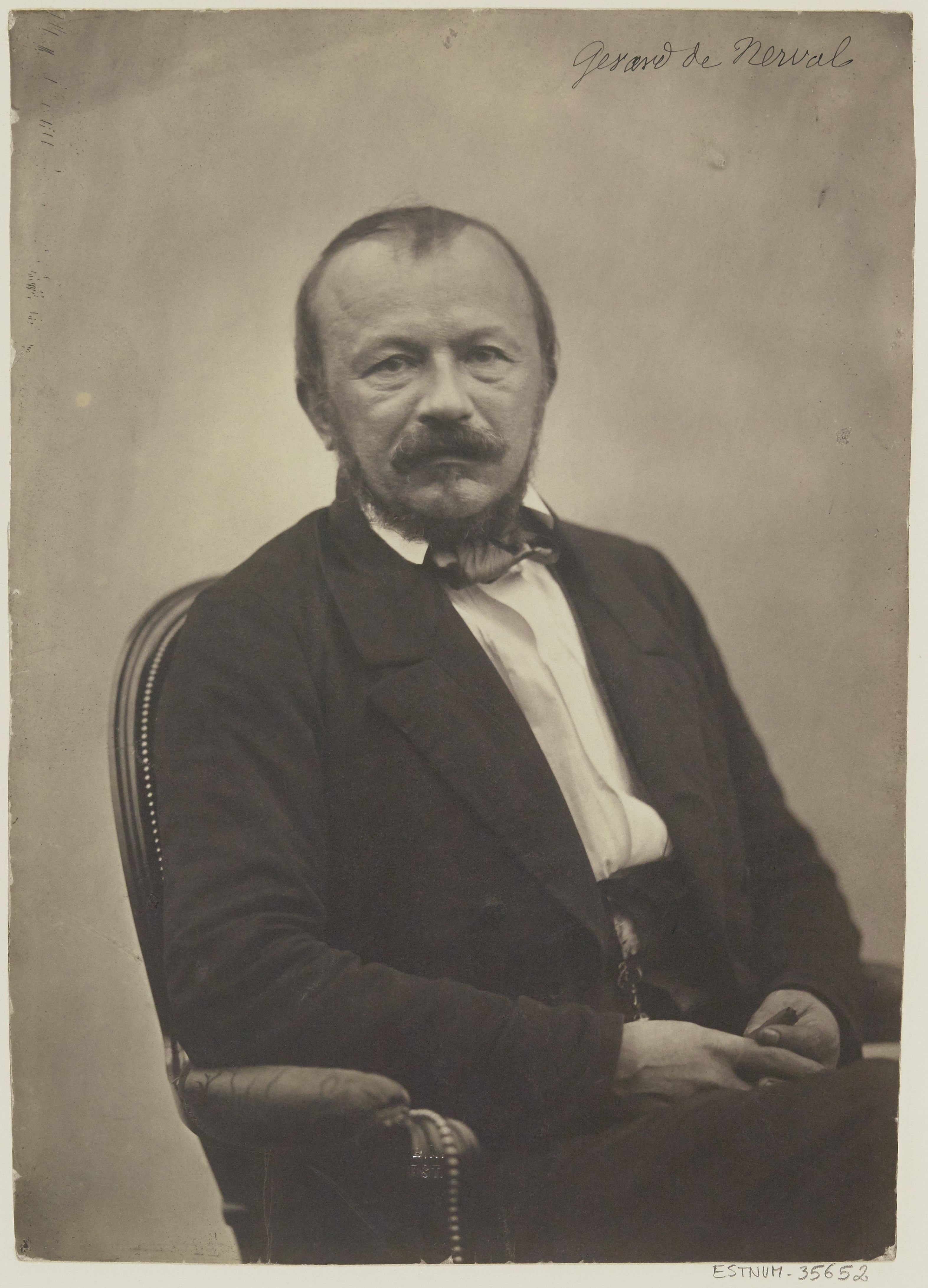
Gérard de Nerval, vers 1854-1855.
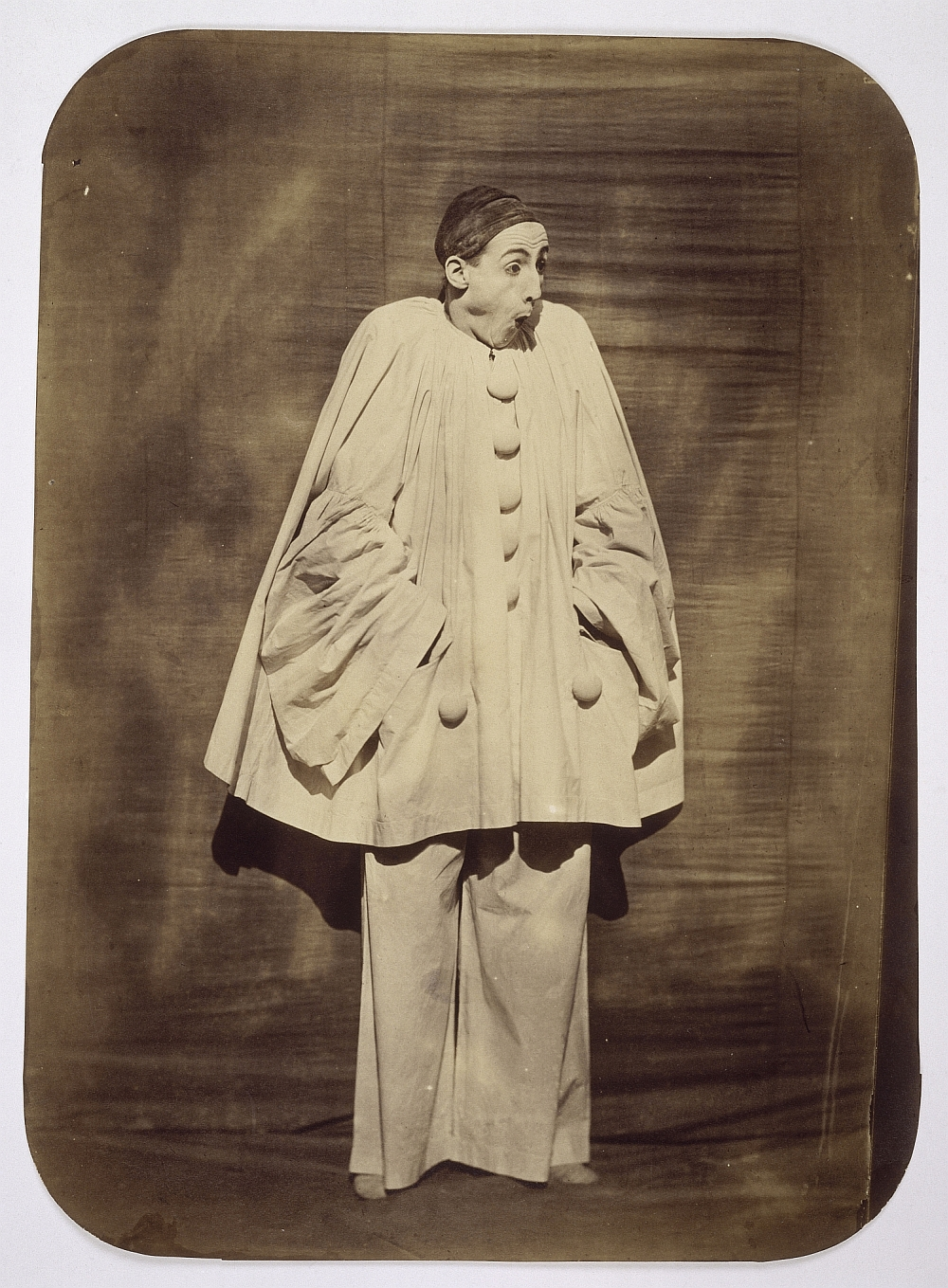
Charles Deburau, 1855.
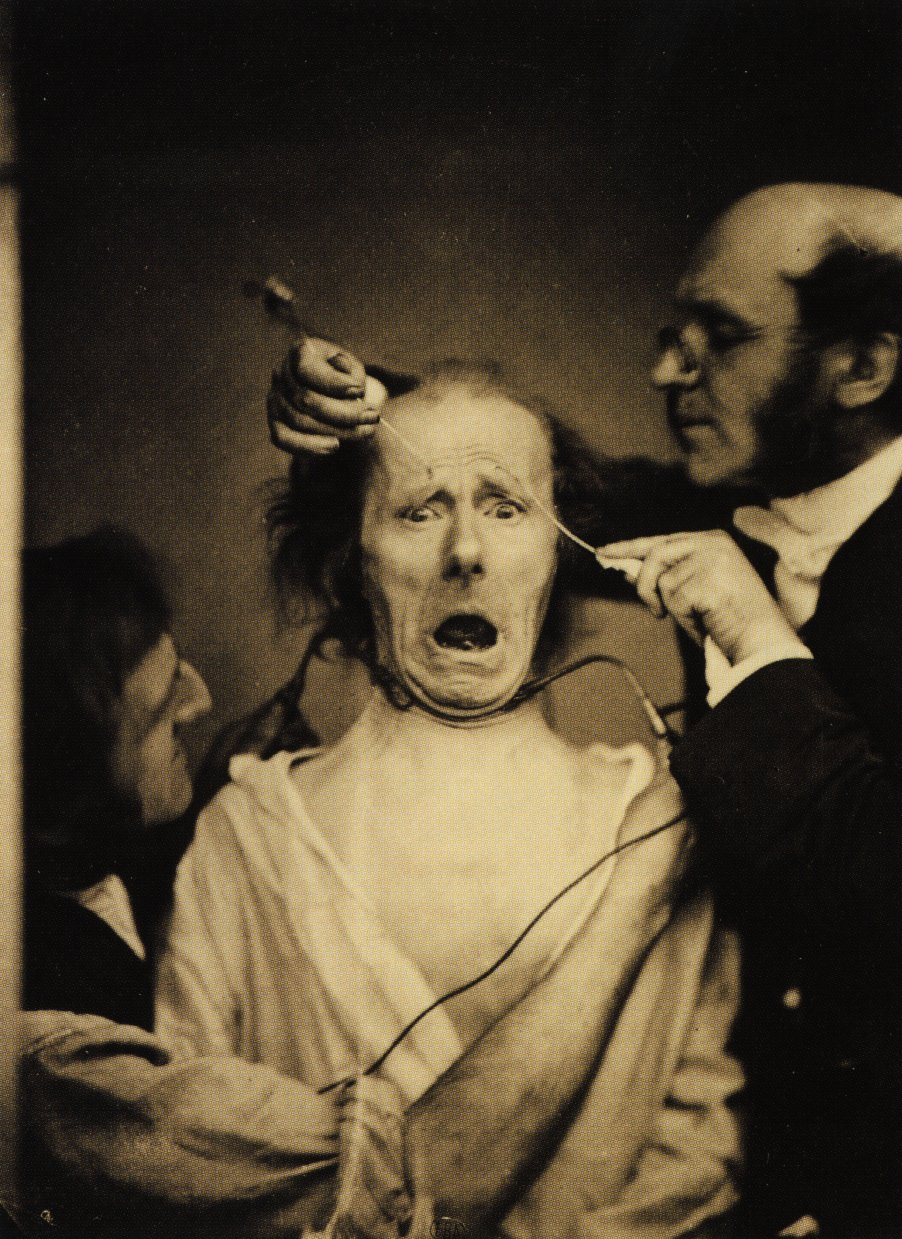
Expérience du docteur Duchenne de Boulogne, vers 1856.
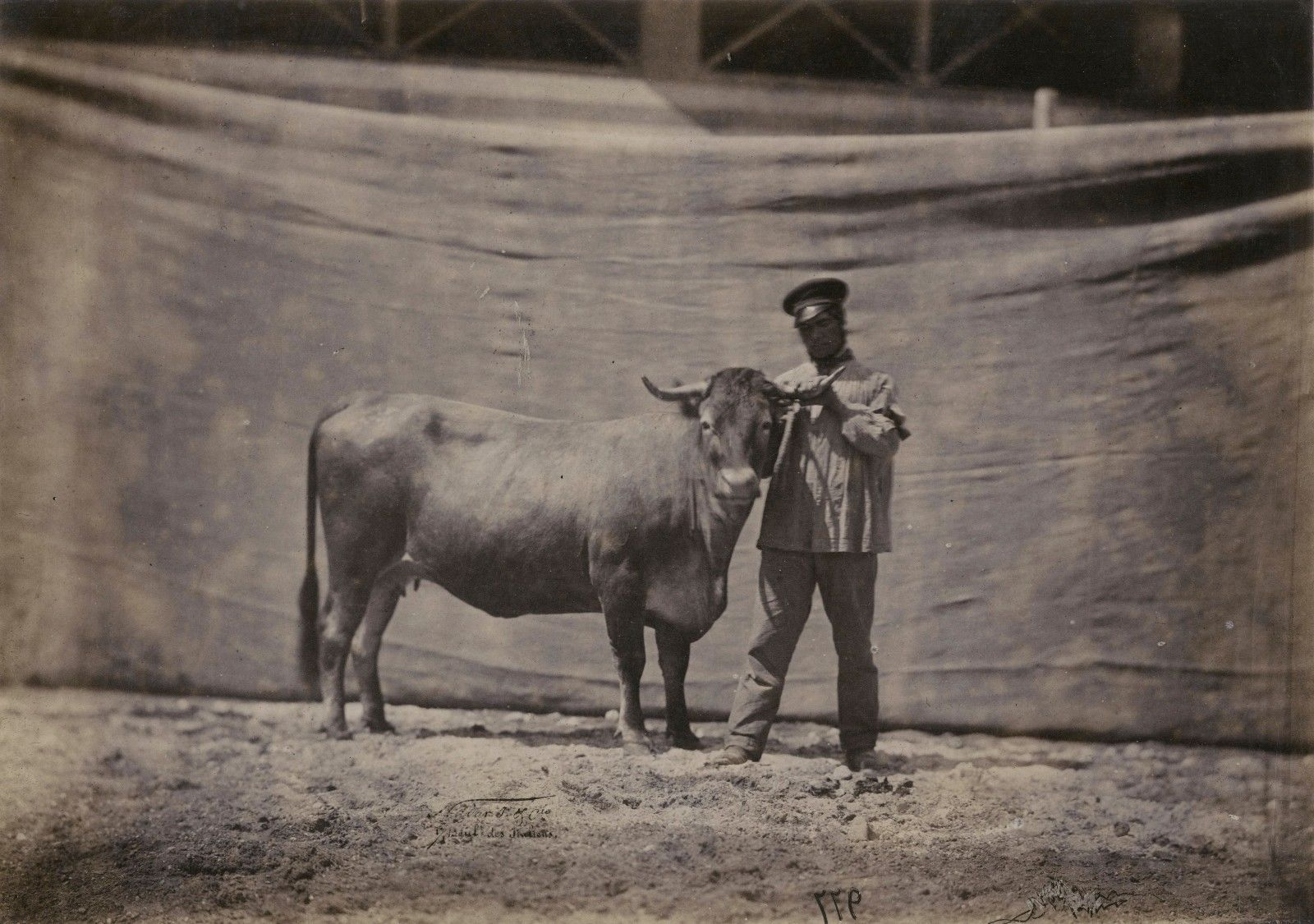
Une photographie de l'album du Concours agricole universel de Paris, 1856.
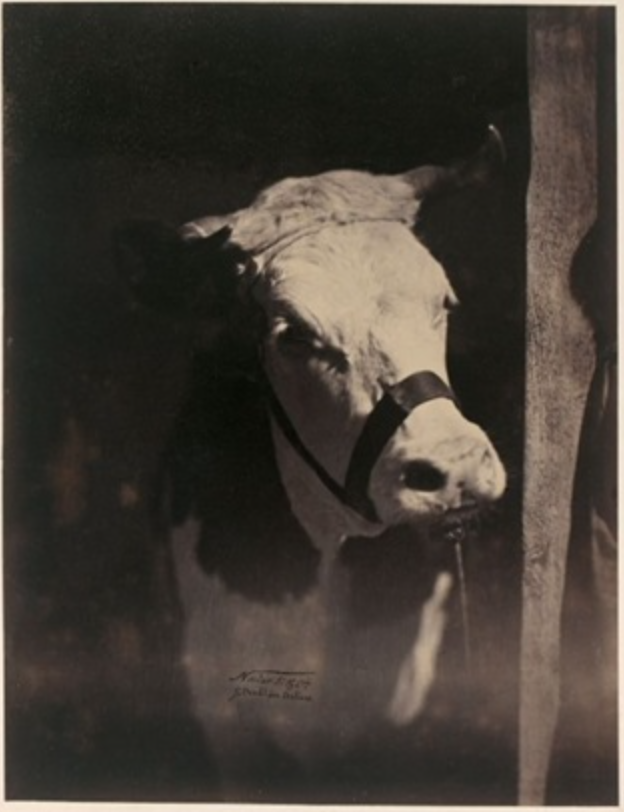
Vache normande, Concours agricole universel de Paris, 1856.
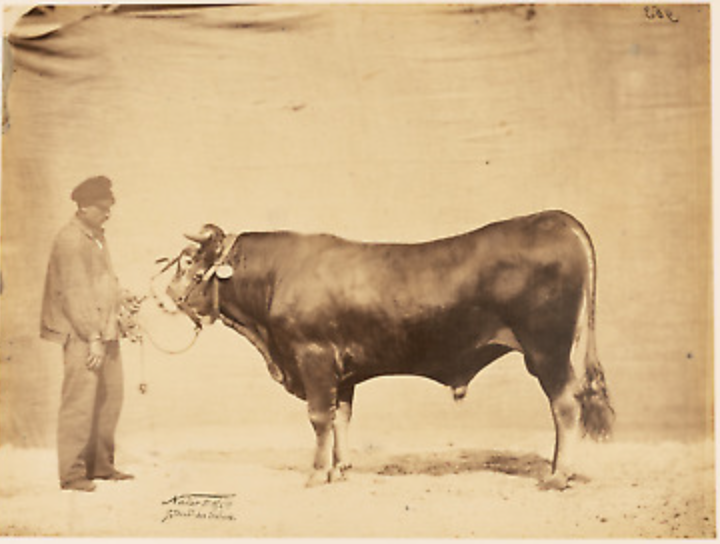
Taureau garonnais, Concours agricole universel de Paris, 1856.

### Peinture et dessin
Adrien Tournachon est élève de François-Édouard Picot. Il peint Le Géant au clair de lune, nuit du 4 octobre 1863, figurant le vol nocturne de Paris à Meaux de l'immense ballon construit par son frère Nadar.
Il expose au Salon :
- 1868 : Les Uzelles, forêt de Sénart, no 2400 ;
- 1869 : Portrait de M. A.T…, no 2282 ; Dessous de bois au carrefour de la souche, forêt de Sénart, no 2283 ;
- 1870 : Les Derniers moments de Saint-Just, no 276.

Entre 1848 et 1880, il est l'auteur de copies de commande d'œuvres de maîtres destinées à décorer divers bâtiments civils ou religieux.

### Œuvres dans les collections publiques
Canada

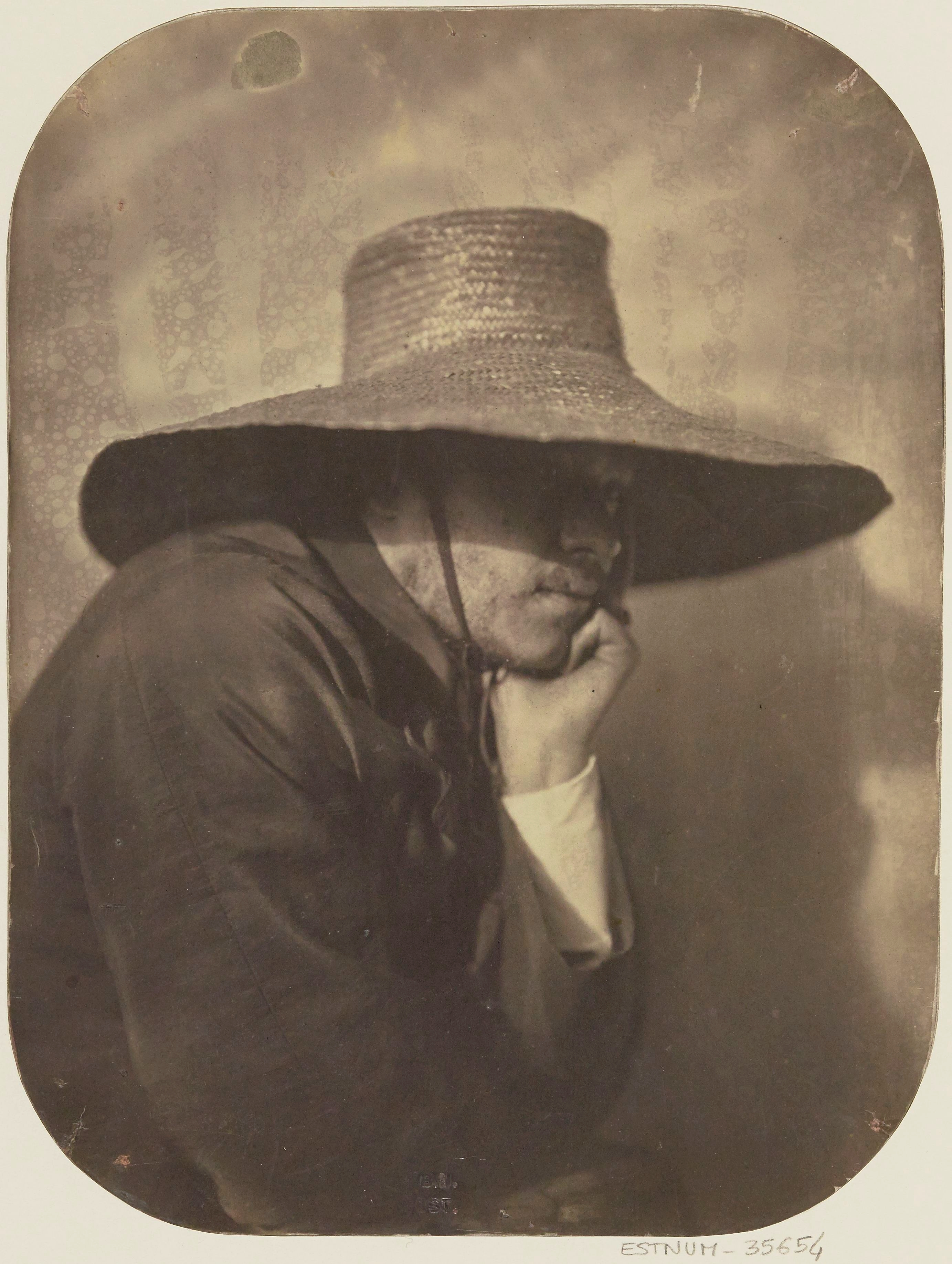
Autoportrait au chapeau de paille (vers 1850), Paris, BnF.

- Ottawa, Musée des beaux-arts du Canada: Gérard de Nerval.
- Toronto, Musée des beaux-arts de l'Ontario : Lafleur, collection Malcomson.

États-Unis
- Houston, musée des Beaux-Arts : Terror mixed with pain.
- Los Angeles, Getty Center : Autoportrait, images multiples[36].
- New York, 
  - Metropolitan Museum of Art : fonds de photographies[37].
  - Museum of Modern Art : Pierrot surpris.
- Rochester, George Eastman House : fonds de photographies[38].
- Washington, National Gallery of Art : Vache garonnaise, fonds Robert B. Menschel.

France
- Musée français de la photographie, Bièvre : Portrait de Nadar (attribué), fin 1850, huile sur toile, 117 × 90 cm[39]
- Compiègne, château de Compiègne : Henri Rochefort, pointe sèche.
- Lyon, musées Gadagne : L'Ascension du ballon “le Géant” à Lyon en 1865, don de Nadar en 1907, dépôt du musée des Beaux-Arts de Lyon.
- Paris :
  - Département des estampes et de la photographie de la Bibliothèque nationale de France[40].
  - musée Carnavalet :
    - Portrait du mime Deburau en Pierrot, tirage photographique ;
    - Autoportrait, tirage photographique[41].

  - musée d'Orsay :
    - Portrait de Théophile Gauthier, tirage photographique ;
    - Adrien Champfleury, tirage photographique ;

Suisse
- Bulle, Musée gruérien : Taureau d'Adrien Ecoffey de Villars-sous-Mont (Paris, 1856).
- Genève, musée d'Art et d'Histoire : Tête de Lacoon[42].
- Lausanne, musée de l'Élysée : Le Mime Deburau en Pierrot, “La Surprise”.

## Expositions
- Exposition universelle de 1855 à Paris, médaille de 1re classe[43].
- 1855 : Paris, 1re exposition de la Société française de photographie (SFP), figure dans la liste des membres au no 853[44].
- 1856 : Bruxelles, Exposition universelle de la photographie, obtient une médaille.
- 1857 : Paris, 2e exposition de la SFP dans les salons de Gustave Le Gray[45].
- 1859 : 10e exposition industrielle et agricole de Bordeaux.
- 1861 : Paris, 4e exposition de la SFP, exposition parallèle au Salon[46].
- Exposition universelle de 1862 à Londres.